# Новоторжское духовное училище
Новото́ржское духо́вное учи́лище — начальное учебное заведение Русской православной церкви, располагавшееся в Торжке.

## История
С 1825 года Новоторжское духовное училище размещалось в зданиях на Успенской улице (ныне пл. Ананьина, 6), пожертвованных А. А. Полторацкой.
Устроенная в училище домовая церковь, посвящённая Святому благоверному великому князю Александру Невскому и преподобному Александру Свирскому находилась на территории училища и представляла собой одноглавый двухсветный четверик под четырёхскатным завершением. Церковь была возведена на средства новоторжского купца Шачковского, в советское время закрыта, частично перестроена (снесено завершение).